# Klumpfisk
Klumpfisk eller solfisk, även simmande huvudet, Mola mola, är en stor och långsam fiskart med säregen kroppsform.
Kroppen är mycket hög och kort, upp till 4 meter lång med genomsnittsvikten 1100 kg, vilken gör den till den största nu levande benfisken. Rygg- och analfenorna formar utdragna roderlika ytor. Stjärtfenan saknas men har ersatts av en förlängning av rygg- och analfenorna som bildar ett slags orörlig köl längst bak. Munnen är liten. Bröstfenorna är små. Bukfenor saknas. Huden är fint skrovlig. Färgen är gråbrun men kan snabbt växla mellan olika nyanser. Fisken är pelagisk. Födan utgörs av ryggradslösa djur, mestadels maneter, men också växter och småfisk.
Klumpfisken avger vid leken enorma mängder rom, upp till 300 miljoner romkorn, vilket kan vara den största mängden ägg hos något ryggradsdjur. Fortplantningen är i stort sett okänd, men larver (5 mm stora) har hittats vid Floridas kust.
Det alternativa namnet solfisk vilket också är artens namn på åtskilliga andra språk kommer av fiskens vana att vid lugnt väder ligga på sidan i ytan, ofta med fenorna lättjefullt viftande i luften. Vid snabbare förflyttning i ytskiktet simmar klumpfisken ofta med ryggfenan stickande upp ovanför vattenytan på ett sätt som påminner om en haj men som lätt skiljs därifrån.
Utbredningsområdet är vidsträckt och inkluderar större delen av Atlanten. Klumpfiskar påträffas regelbundet med enstaka individer varje år vid svenska västkusten under senhösten och tidiga vintern, mestadels i Kattegatt. Oftast är det döda, ilandflutna individer som är omkring en halv meter långa. Den största klumpfisk som påträffats i Sverige fastnade i en trål 6 oktober 2005 och vägde 478 kilo.

## Klumpfiskar siktade i Sverige
- 11 december 2007 upptäcktes en död klumpfisk på Östra Stranden i Halmstad. Fyndet väckte stor uppmärksamhet.
- 27 november 2014 hittades en levande klumpfisk uppspolad på en strand i Ängelholm. Fisken togs senare till Öresundsakvariet i Danmark. Klumpfisken dog dock en månad senare av för mycket stress.
- 28 november hittades även en ilandfluten klumpfisk i Tylösand i Halmstad och den 23 december 2014 hittades två ilandflutna i Görvik, mellan Tylösand och Halmstad.
- 12 januari 2015 påträffades en död klumpfisk på Hjälviks badplats på Öckerö i Öckerö kommun.[2] Även den 17 januari 2015 påträffades en uppspolad död klumpfisk på Rörö i Öckerö kommun [3] Båda klumpfiskarna hade spolats iland när stormen Egon drog över Sverige.
- I november 2016 sågs en klumpfisk från en brygga i Bohuslän.[4]
- 13 november 2018 påträffades en levande strandad klumpfisk i Skredsvik (Gullmarsfjorden).
- 15 december 2018 påträffades en död klumpfisk på en strand i Ängelholm.[5]
- 22 december 2019 hittades det en död klumpfisk på Villshärads strand i Halmstad. Längden uppskattad till 50 cm och vikten till 15 kg.[6]
- 30 september 2021 påträffades en klumpfisk i Idefjorden.[7]
- I juni 2022 siktades en klumpfisk i Karlskrona. [8]
- I maj 2024 siktades åter en klumpfisk i Karlskrona.[9]